# Михаил Погодин
Михаил Петрович Погодин (рус. Михаи́л Петро́вич Пого́дин; Москва, 23. новембар 1899  –  Москва, 20. децембар 1875) био је руски историчар и новинар. Заједно са Николајем Устрјаловим, доминирао је националном историографијом између смрти Николаја Карамзина 1826. и успона Сергеја Соловјева 1850-их. Највише га памте као чврстог заговорника норманистичке теорије руске државности.

## Биографија
Погодинов отац је био кмет који је одржавао домаћинство грофа Строганова, а гроф је обезбедио Погодиново школовање на Московском универзитету. Како се прича, студент Погодин је живео од руке до уста, јер је цео стипендију потрошио на куповину нових томова историје Русије Николаја Карамзина.
Прве Погодинове публикације критиковао је Михаил Каченовски, Грк који је био на универзитетској катедри за руску историју. Погрешно тумачећи Шлоцерово романескно учење, Каченовски је изјавио да су „древни Руси живели као мишеви или птице, нису имали ни новца ни књига“ и да је Повест минулих лета груби фалсификат из ере монголског успона. Његова учења су постала изузетно популарна, изнедривши такозвану скептичку школу империјалне историографије.
Године 1823. Погодин је завршио своју дисертацију у којој је разоткрио идеју Каченовског о хазарском пореклу принчева Рјурикида . Он је даље подстакао контроверзу прокламујући да озбиљни научници треба не само да верују Нестору него да га обожавају. Спор је окончан тако што је столица Каченовског препуштена Погодину. Током 1830-иһ и 1840-иһ повећао је своју репутацију објављивањем многих томова нејасних историјскиһ докумената и последњег дела историје Русије Михаила Шчербатова.
Крајем 1830-иһ, Погодин се преусмерио на новинарство, где је и његова каријера текла споро. Између 1827. и 1830. уређивао је Московски гласник са Александром Пушкином као једним од сталних сарадника. Приликом првог сусрета са великим песником 1826. године, Погодин је (не)славно забележио у свом дневнику да „његова шоља не изгледа обећавајуће“. Међутим, ова примедба се обично извлачи из контекста јер је Погодин писао сјајне критике Пушкиновог дела још 1820. године.
У јеку пољског устанка, министру образовања Николаја И, грофу Уварову, пало је да пронађе средства за уједињење различитих грана „правих Руса“. Уваров је почео да тражи аутора који би могао да пружи историјско оправдање за анексију и интеграцију нових западних провинција у царство. Први избор Уварова био је Погодин коме се обратио у новембру 1834. и предао је свој рад 1835. године, али његов рад није задовољио ни захтеве министра ни цара, јер је његова књига историју североисточне Русије (Русије) приказала као исувише различиту и одвојену од историја Јужне Русије (Украјине) подрива главни циљ пројекта.
У извештају о истраживањима делатности Братства Светих Ћирила и Методија, професори Михаил Погодин и Степан Шевирјев наведени су као кључне личности словенофилског покрета. Међутим, иако кључна фигура у настајању пансловенског покрета наглашавајући јединственост и самосвест руске нације, Погодин је послао пример неруским Словенима који су желели да славе своју посебност, а тиме и своја права на аутономију и независност.
Украјина је од свог почетка заузимала посебно место у словенофилском покрету. И Погодин и Шевирјев су показали велико интересовање за културу и историју Украјине посебно. Михаил Подогин, уочио је културне разлике између Руса и Украјинаца које превазилазе језик и историју. Он је 1845. написао: „Великоруси живе раме уз раме са Малорусима, исповедају једну веру, деле једну судбину и дуги низ година једну историју. Али колике су разлике између Великоруса и Малоруса“.
Погодин је 1840-их сугерисао да су међу становништвом постојале језичке разлике још у време Кијева и да се оне поклапају са разликама из 19. века између Великоруса и Малоруса. Према Погодину, само су потомци Богољубског, за које је он тврдио, „постали“ у североисточним земљама и постали Великоруси. Према историчару Сергију Плохију, „Погодинов извештај о историји Кијевске Русије лишио је рани великоруски наратив његовог најцењенијег елемента – кијевског периода“.
Погодин је драстично променио своју анализу Кијевске Русије и руског национализма након хапшења његовог проукрајинског сарадника Миколе Костомарова и преосталих чланова Братства Светих Ћирила и Методија. У свом писму Срезњевском из 1851. године, Погодин је тврдио да у читању раних Кијевских летописа није открио никакав траг малоруског језика, већ великоруског језика, свесно или несвесно свестан чињенице да хронике нису писане на старом језику. источнословенски али црквенословенски.
Године 1841. Погодин се придружио свом старом пријатељу Степану Шевирјеву у уређивању часописа Москвитианин (Московљанин), који је износио словенофилска мишљења. У наредних петнаест година уређивања, Погодин и Шевирјев су клизили ка најреакционарнијем облику словенофилства. Њихов дневник се уплео у полемику са западњацима, предвођеним Александром Херценом, који је осудио Погодинов „храпав, неоштећен стил, његов груб начин бележења скраћених белешки и непрежваканих мисли“.
Погодинов главни фокус током последњег сегмента његове научне каријере био је на одбрани Костомаровљевих напада на норманистичку теорију. До тог периода је заговарао пансловенску идеју уједињења Западних Словена под окриљем царева и чак је посетио Праг да би разговарао о својим плановима са Павлом Јозефом Шафариком и Франтишеком Палацким. Током 1870-иһ поново је био у сукобу са водећим историчарем, овог пута Дмитријем Иловајским, који је заговарао иранско порекло најранијих источнословенских владара.
Његов унук Миһаил Иванович Погодин (1884–1969) био је музеолог.